# Skáleyjar
Bei den Skáleyjar handelt es sich um eine größere Inselgruppe in einem Fjord im Westen von Island.

## Lage
Die Inselgruppe der Skáleyjar befindet sich im Norden des Fjords Breiðafjörður.
Die Inseln gehören eigentlich schon zu den Westfjorden, liegen sie doch nur ca. 4–5 Seemeilen südlich der Küste von Bárðarströnd. Am nächsten kommt ihnen die Halbinsel Skálmarnes im Bezirk Múlasveit. Genauso weit ist es zur Halbinsel Skálanes im Bezirk Gufudalssveit. Nach Reykhólar sind es etwa 10 km Luftlinie.
Es handelt sich um eine große Inselgruppe von ca. 140 Inseln, von denen die meisten aber recht klein sind. Die Inselgruppe gehört zu der größeren Gruppe der Vestureyjar.

## Leben auf den Skáleyjar
Über die ersten Ansiedlungen auf den Inseln ist nichts bekannt.
Heute werden sie nur noch im Sommer genutzt.
Zwischen einigen der Inseln kann man bei Ebbe vor allem zur Zeiten der Springflut hin- und herlaufen, bei den meisten aber geht dies nicht. Einige sind zu weit voneinander entfernt. Vom Festland aus ist die Insel Skáldsey bei Niedrigstwasser zu Fuß zu erreichen. Auch zwischen den drei zu den Inneyjar gehörigen Inseln kann man unter solchen Umständen zu Fuß gehen.
In früheren Zeiten war der Besitz dieser Inseln höchst begehrt, erhielten die Bauern doch ein beträchtliches Zusatzeinkommen durch die Jagd auf Seehunde und Robben sowie durch die Nutzung der Eiderenten.
Letzteres pflegt man dort immer noch. Außerdem werden die Inseln größtenteils als Sommerweiden genutzt.

## Beschreibung einiger Inseln der Gruppe

### Hauptinsel Skáley
Ihre Länge beträgt 1,5 km und ihre Breite bis zu 400 m, wobei sie von unregelmäßiger Form ist.
Die vorgelagerten Nachbarinseln Stöðuley og Litla-Lyngey fangen eventuelle Sturmfluten ab. Außerdem findet man viele Schären in ihrer Umgebung. Viele dieser Schären und kleinen Nachbarinseln sind bei Ebbe zu Fuß erreichbar.

### Fagurey
Diese Insel gehört zu den größten Inseln der Vestureyjar (800 × 250 m). Ihr Name bedeutet schöne Insel.
Wie die meisten größeren Inseln war sie in früheren Zeiten durchgehend bewohnt, was man an Ruinen von Hütten sowie Spuren von Gärten, Brunnen etc. sehen kann. Zu Beginn des 21. Jahrhunderts ist nur noch die Insel Flatey im Fjord Breiðafjörður das ganze Jahr über bewohnt.
Die Inselgruppe der Skáleyjar wurde schon vor so langer Zeit verlassen, dass die Gründe nur gerüchteweise bekannt sind. Vermutungen deuten auf Epidemien und Aberglauben (Gespenstergeschichten).

## Heiße Quellen
Bei einer der Inseln befindet sich eine heiße Quelle im Gezeitenbereich, ein Niedrigtemperaturgebiet, das immerhin 50–60° heißes Wasser liefert.

## Tourismus
Man kann heutzutage Schiffsrundfahrten auf dem Fjord unternehmen, etwa von Stykkishólmur oder Reykhólar aus, bei denen u. a. auch diese Inseln angesteuert werden.